# 114735 Irenemagni
114735 Irenemagni è un asteroide della fascia principale. Scoperto nel 2003, presenta un'orbita caratterizzata da un semiasse maggiore pari a 3,1193765 au e da un'eccentricità di 0,1131066, inclinata di 16,41228° rispetto all'eclittica.